# Luis Vera
Luis Enrique Vera Martineau (9 marzo 1973) è un ex calciatore venezuelano, di ruolo centrocampista.

## Carriera

### Club
Ha giocato per la maggior parte della sua carriera nel Caracas Fútbol Club, dove è tornato nel 2003.

### Nazionale
Con la Nazionale di calcio venezuelana ha giocato dal 1996 al 2007, partecipando a due Copa América.

## Palmarès

### Club

#### Competizioni nazionali
- Campionato venezuelano: 6

Caracas: 2000-2001, 2003–2004, 2005–2006, 2006–2007, 2008–2009, 2009–2010
- Copa Venezuela: 1

Caracas: 2009